# Баукайте, Дангуоле
Дангуоле Баукайте (лит. Danguolė Baukaitė; род. 21 мая 1944 года, Каунас) — литовская и советская актриса театра и кино.

## Биография
Родилась в 1944 году в Каунасе.
В 1962—1965 годах училась на актёрском отделении Литовской государственной консерватории.
В 1965—1968 годах — актриса Каунасского драматического театра.
В 1968—1972 годах — актриа Шяуляйского драматического театра.
На театральной сцене сыграла около 70 ролей.
Также снялась в нескольких фильмах, в частности, исполнила вторую роль в фильме «Никто не хотел умирать».
Долгие годы работала в архиве Каунасского драмтеатра.

## Фильмография
- 1965 — Никто не хотел умирать / Niekas nenorėjo mirti — Алдона
- 1969 — На пути к Ленину / Unterwegs zu Lenin (ГДР, СССР) — жена крестьянина
- 1980 — Факт / Faktas — гостья у швеи в доме Джанаса